# Ivan Rebroff

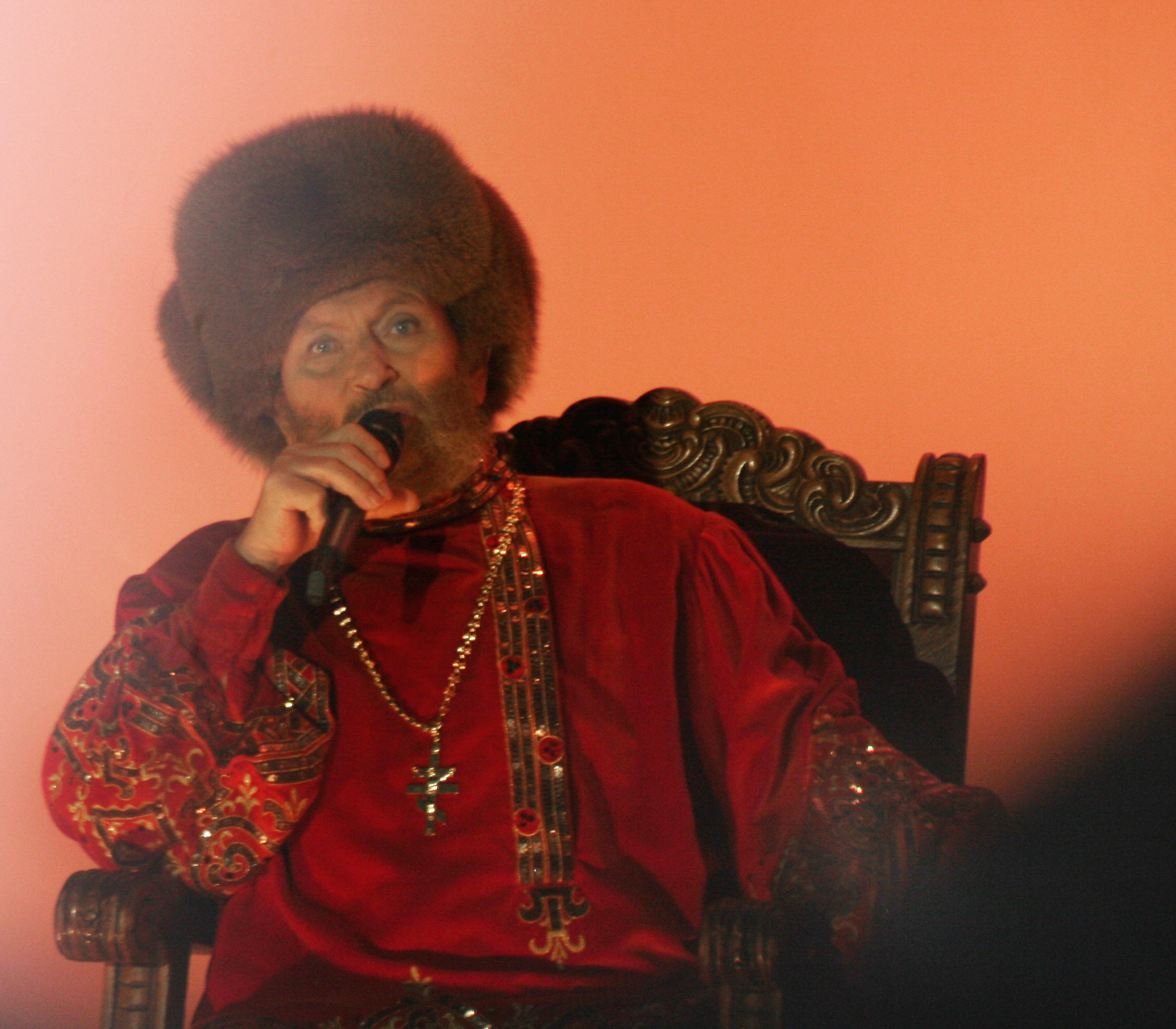
Ivan Rebroff

Ivan Rebroff, egentligen Hans-Rolf Rippert, född 31 juli 1931 i Spandau, död 27 februari 2008 i Frankfurt am Main, var en tysk-grekisk sångare. Hans föräldrar var tysk-judiska. Rebroff hade ett mycket stort röstomfång om fyra och en halv oktav, vilket noterades i Guinness Rekordbok 1993.

## Utbildning och karriär
Ivan Rebroff studerade musik i Hamburg och vann en sångartävling för universitetsstuderande 1958. Han var därefter solist i manskören Donkosackerna under Sergej Jaroff. Under senare delen av sitt liv var han bosatt på ön Skopelos i Grekland, men turnerade fortfarande aktivt och gav sin sista konsert i Wien i december 2007. Sammanlagt ska han ha givit över 6 000 konserter under sin nästan femtioåriga karriär.
Han hade en mycket stor repertoar av ryska folksånger, vilka oftast sjöngs på ryska. Hans bror Horst Rippert (1922–2013) var den tyske pilot i Luftwaffe som sköt ner den franske piloten Antoine de Saint-Exupéry i Medelhavet utanför Marseille under andra världskriget 1944.